# 湯浅大智
湯浅 大智（ゆあさ だいち、1981年9月8日 - ）は、日本のラグビー指導者。

## プロフィール
- 大阪府大阪市東住吉区出身。
- 選手時代のポジションは、フランカー(FL)。

## 来歴
大阪市立中野中学校1年生の時にラグビーを始めた。
東海大仰星高等学校（現・東海大学付属大阪仰星高等学校）在学中、全国高等学校ラグビーフットボール大会に2度出場
。特に、主将として出場した第79回全国高等学校ラグビーフットボール大会では、同校の初優勝に貢献した
。
東海大学に進学し、卒業後は母校・東海大仰星高校に戻り、保健体育教師を務める傍ら、ラグビー部のコーチを務める。
2013年より、ラグビー部の監督に就任。就任初年度に、第93回全国高等学校ラグビーフットボール大会で優勝。
以後、第95回大会、第97回大会でも優勝を果たした。

## エピソード
- 湯浅が中学3年の時、当時の東海大仰星高校の土井崇司監督（2020年度より東海大相模高校校長）に「キャプテンシーが輝きまくっている」と見初められた[4]。
- 大学卒業時、一旦は百貨店への就職が内定していたが、湯浅の適性を知っていた土井から「お前は指導者になれ」と助言され、内定を辞退した。後に湯浅は「（土井の鶴の一声で）堀が固められた」と語った[4]。

## メディア出演
- おとなの駄菓子屋（MBSラジオ、2018年2月4日）
- 伊藤史隆のラジオノオト「ムキムキ!!ノーサイド劇場」（ABCラジオ、2019年12月13日）
- サンデーライブ ゴエでSHOW!「桂二葉の日曜、何しよう?」（MBSラジオ、2019年1月5日）
  - 第99回全国高等学校ラグビーフットボール大会準決勝（東海大大阪仰星は2日前の準々決勝で敗退）を控えた東大阪市花園ラグビー場からの中継で出演。リポーターの桂二葉（桂米二門下の女性落語家）は湯浅の幼馴染だという。